# Abraham Brill
Abraham Arden Brill (12 de octubre de 1874, Kańczuga, (entonces Austria, Galitzia, hoy Powiat Przeworski, Polonia) – 2 de marzo de 1948, Nueva York, Estados Unidos) fue un psiquiatra y psicoanalista estadounidense de origen austríaco, que participó de manera determinante en la divulgación del psicoanálisis en los Estados Unidos.

## Juventud y formación académica
En 1889, con menos de 15 años de edad, Abraham Brill emigró solo, sin su familia y sin recursos económicos a los Estados Unidos. Trabajó para ganarse el dinero que le permitiera graduarse en una Highschool. Después estudió en la Universidad de Nueva York graduándose en 1901 y posteriormente en la Universidad de Columbia, obteniendo en 1904 el máster como doctor en medicina.
Entre los años 1902 y 1908 visitó Europa. En Zúrich, en la Clínica Psiquiátrica Universitaria, conoció a Eugen Bleuler, Karl Abraham y C. G. Jung, siendo familiarizado principalmente por Jung con el psicoanálisis de Sigmund Freud, a quien visitó en abril de 1908 en Viena. Poco después regresó a los Estados Unidos donde nuevamente tuvo un encuentro en 1909 con Freud, Jung y Sándor Ferenczi, con ocasión de la visita de éstos a la Clark University.

## Influencia en la divulgación del psicoanálisis
Brill fue uno de los más tempranos y activos exponentes del psicoanálisis en los Estados Unidos. Junto con otros 15 médicos fundó en 1911 la Asociación Psicoanalítica de Nueva York, cuyo presidente fue de 1911 a 1913 y de 1925 a 1936. En 1914 también se hizo miembro de la Asociación Psicoanalítica Estadounidense fundada por Ernest Jones, haciéndose cargo de su presidencia en los años 1919/1920 y del 1929 al 1935. Hizo uso de su influencia en esas posiciones para restringir la membresía en ambas asociaciones médicos. Contrariamente a Freud, quien fomentaba y defendía el ejercicio del psicoanálisis por no médicos, Brill estaba convencido de que la supervivencia del psicoanálisis en los Estados Unidos dependía de la conservación del estatus médico.
Fue profesor de las Universidades de Nueva York y de Columbia, psicoanalista practicante y aparte de numerosos artículos escribió varias obras acerca de los fundamentos y conceptos del psicoanálisis. Ayudó a la temprana y amplia divulgación del psicoanálisis en los Estados Unidos siendo el primero en traducir al inglés la mayor parte de los trabajos de Freud así como la obra de Jung.
La Biblioteca Abraham A. Brill de la Asociación Psicoanalítica de Nueva York, probablemente la mayor biblioteca psicoanalítica del mundo, lleva su nombre.

## Obra
- Psychoanalysis: Its Theories and Practical Application (1912), edición Freeman Press 2009, ISBN 978-1-4446-4756-3
- Fundamental Conceptions of Psychoanalysis (1921), edición BiblioBazaar 2009, ISBN 978-1-113-73130-2
- Freud's Contribution to Psychiatry (1944)
- Lectures on Psychoanalytic Psychiatry (1946)
- Freud's principles of psychoanalysis (Basic principles of psychoanalysis) With an introd. of Philip R. Lehrman (1949)

### Traducciones
- Sigmund Freud: Three Contributions to the Theory of Sex. New York, 1910
- Sigmund Freud: Wit and Its Relation to the Unconscious. New York, 1916
- Sigmund Freud: Totem and Taboo. New York: 1919
- Sigmund Freud: The basic writings. New York: Modern Library, 1938
- Sigmund Freud: The interpretation of dreams. New York: Macmillan, 1939 (1.ª ed. 1913; nueva edición basada en revisiones de 1915 de la 3.ª ed. (1911). Introducción y notas de Daniel T. O'Hara & Gina Masucci MacKenzie, NY: Barnes & Noble, 2005, ISBN 978-1-59308-298-7
- Eugen Bleuler: Textbook of Psychiatry. 1951

## Literatura
- Nathan G. Hale. The rise and crisis of psychoanalysis in the United States: Freud and the Americans 1917-1985. Oxford Univ. Press, New York 1995